# Kazhal Rostami
Kazhal Rostami (persisch کژال رستمی, * 24. Juli 2000) ist eine iranische Leichtathletin, die sich auf den Sprint spezialisiert hat.

## Sportliche Laufbahn
Erste internationale Erfahrungen sammelte Kazhal Rostami im Jahr 2024, als sie bei den Hallenasienmeisterschaften im heimischen Teheran in 55,35 s auf Anhieb die Bronzemedaille im 400-Meter-Lauf hinter der Japanerin Nanako Matsumoto und ihrer Landsfrau Nazanin Fatemeh gewann. Zudem gewann sie mit der iranischen 4-mal-400-Meter-Staffel mit neuem Landesrekord von 3:41,72 min die Silbermedaille hinter dem kasachischen Team.
In den Jahren 2019, 2022 und 2023 wurde Rostami iranische Meisterin im 400-Meter-Lauf im Freien sowie 2024 in der Halle. Zudem wurde sie 2022 auch Landesmeisterin im 200-Meter-Lauf.

## Persönliche Bestleistungen
- 200 Meter: 24,62 s (+0,9 m/s), 2. Juni 2022 in Maschhad
- 400 Meter: 55,27 s, 25. Januar 2024 in Teheran